# Leptostomum intermedium
Leptostomum intermedium là một loài rêu trong họ Bryaceae. Loài này được Broth. mô tả khoa học đầu tiên năm 1898.